# بهبهان
بهبهان مدينة إيرانية تقع غرب البلاد في محافظة خوزستان يبلغ عدد سكانها حوالي 196,836 نسمة، تبعد بهبهان عن مدينة الأهواز حوالي 300 كم شرقاً.
تقع مدينة بهبهان على سهل ارتفاعة 400 متر عن مستوى سطح البحر، في العام 1986 تواجدت في بهبهان سبع مدارس ثانوية، مدرستان تقنيتان، معهد معلمين، سبعة عشر مدرسة متوسطة، واحد وثلاثون مدرسة ابتدائية، ومدرسة متخصصة لأطفال ذوي الاحتياجات الخاصة، وست حضانات.
حسب تعداد سكان عام 1986 فإن تعداد سكان بهبهان هو 202,000 منهم 84,000 في مدينة بهبهان، 118,000 في الضواحي، ويضم ذلك العدد نحو 40,000 نسمة كسكان مؤقتين نازحين بسبب مناطق الحروب، يضم قسم آغاجاري 759,444 نسمة، وقسم زيدون 14,318 نسمة، والقسم المركزي 3,072 نسمة، ويعتمد 60% تقريباً من السكان على الزراعة وتربية المواشي، بينما يعتمد الـ40% الباقين على التجارة والوظائف في المنشئات الصناعية، الزراعية، عمل المقاولات، والعمل المدني، تنتج المقاطعة القمح، الشعير، الرز، السمسم، والتمور، وتزرع 1,500 هكتار بطرق الري، و 30,000 هكتار (في كل من المركز، الشمال، والغرب من قسم (زيدون) بالري بمياه الأمطار. كان الإنتاج في عام 1985 ميلادي كما يلي، القمح والشعير 52,500 طن، الرز 1,220 طن، السمسم 250 طن، والتمر 28,000 طن.
الصناعات المحلية تشمل النفط والغاز في آغا جاري وأميدية. بالإضافة إلى منشآت النفط والغاز في قسم آغا جاري ومصفاة الغاز في بيدي بولند، إضافة معامل بهبهان للإسمنت ومطاحن الدقيق ومصانع الثلج في بهبان.